# Yvon Toledo Rodrigues
Yvon Toledo Rodrigues (Rio de Janeiro, 13 de janeiro de 1927) foi um médico brasileiro.
Foi eleito membro da Academia Nacional de Medicina em 1985, ocupando a Cadeira 58, que tem Aloísio de Castro como patrono. Passou a ser "Membro Emérito" em 26 de novembro de 2015.
Yvon Toledo Rodrigues faleceu no dia 13 de novembro de 2023, aos 96 anos de idade.